# Ampelocissus polythyrsa
Ampelocissus polythyrsa är en vinväxtart som först beskrevs av Friedrich Anton Wilhelm Miquel, och fick sitt nu gällande namn av Gagnepain. Ampelocissus polythyrsa ingår i släktet Ampelocissus och familjen vinväxter. Inga underarter finns listade i Catalogue of Life.